# Antoni Maria Alcover i Sureda
Mossèn Antoni Maria Alcover i Sureda (Santacirga, Manacor, 2 de febrer de 1862 – Palma, 8 de gener de 1932) fou un escriptor mallorquí, eclesiàstic, lingüista, folklorista, arquitecte de diverses esglésies i capelles i periodista. Per la seva tasca a favor de la llengua catalana, fou anomenat «apòstol de la llengua».
Les principals obres d'Antoni M. Alcover foren el Diccionari català-valencià-balear, el recull Aplec de rondalles mallorquines d'en Jordi des Racó, La flexió verbal en els dialectes catalans i la direcció i finançament de l'Edició de les Obres de Ramon Llull.

## Biografia
Va néixer el dia de la Candelera (dos de febrer) de 1862 a Santacirga, possessió situada entre Manacor i Portocristo, fill d'Antoni Alcover i Catalina Sureda, pagesos benestants. Visqué els primers anys seguint els costums de la tradició rural mallorquina, en un ambient típicament pagès i molt religiós. L'any 1877, quan tenia quinze anys, passà a viure a Palma per estudiar en el Seminari Conciliar de Sant Pere. Molt prest es donà a conèixer com a polemista intransigent, ja que el seu caràcter fort el feu intervenir en furioses polèmiques. Ja des de ben jove, destacà per la seva capacitat d'escriptura que li permetia tant escriure una contarella, com un article sobre temes d'actualitat o gloses.
L'any 1888 fou nomenat Catedràtic d'Història Eclesiàstica del Seminari. Dos anys més tard, el setembre de 1890, anà a València on es llicencià en Teologia. Continuà els estudis i l'any 1893 es llicencià en dret canònic. Posteriorment, el 1895, ocupà la càtedra de Llocs Teològics, a la qual seguiren la d'Història de Mallorca, la de Llengua i Literatura mallorquines i la d'Oratòria Sagrada.
L'any 1898, el nou bisbe de Mallorca, Pere Joan Campins, el nomenà Vicari General de la diòcesi, càrrec que ocupà fins al 1916. L'any 1905 guanyà les oposicions a canonge magistral de la Seu de Mallorca, de la qual fou degà el 1921.
Va establir contacte amb les persones més importants dins el món de les lletres i l'erudició del seu temps, la qual cosa li va fer veure les possibilitats literàries de la seva llengua materna, la llengua catalana, i, a poc a poc, descobrí el tresor immens de vocabulari i de formes idiomàtiques que es trobava en l'esperit dels pagesos i que brollava de la boca de la gent humil i analfabeta. Antoni M. Alcover se sentí meravellat i emocionat quan descobrí el tresor de rondalles, cançons i centenars de paraules i expressions. A partir d'aquest moment es posà a recollir una enorme quantitat de rondalles signades amb el pseudònim d'En Jordi des Racó, que s'han anat editant des dels primers moments fins avui. L'aparició de l'Aplec de Rondalles Mallorquines fou elogiada per literats i filòlegs com el provençal Frederic Mistral o l'italià Giuseppe Pitré.
A poc a poc entrà dins el camp de la filologia romànica i viatjà per tot el territori de la llengua: València, Tarragona, Rosselló, Menorca, etc. L'objectiu era aconseguir un diccionari de la llengua catalana amb totes les paraules antigues i modernes, parlades i escrites. Viatjà per Europa: Alemanya, França, Suïssa, Bèlgica, Anglaterra, Itàlia, etc. per entrar en contacte amb els millors filòlegs i romanistes del moment.
El mateix desembre de 1901, aparegué el Bolletí del Diccionari de la Llengua Catalana, la primera revista filològica d'Espanya, i tingué un ampli ressò entre els romanistes com el nord-català Pere Vidal, l'alemany Wilhelm Meyer-Lübke o el castellà Ramón Menéndez Pidal. Alcover fou un dels millors investigadors i científics de la filologia romànica del seu temps a Europa. Amb l'ajut de Francesc de Borja Moll aconseguí treure a llum el Diccionari català-valencià-balear, una obra única a Europa encara avui. Per això i per la seva gran capacitat de feina, que el va fer destacar en tots els camps que es proposà, arribà a ser anomenat "l'apòstol de la llengua catalana".
En política era deixeble de Fèlix Sardà i Salvany i fou capdavanter del Partit Integrista a Mallorca. Inicialment va donar suport al moviment autonomista de la Solidaritat Catalana. Tanmateix, després de la seva baralla amb l'Institut d'Estudis Catalans i la Lliga Regionalista cap a final de la dècada de 1910, s'oposà al catalanisme polític i es va fer maurista i col·laborador del Partit Conservador.
Morí a Palma el 8 de gener de l'any 1932.

## Obra
La seva producció literària, dirigida a la investigació lingüística, la història, la descripció de costums populars, el recull de materials folklòrics, quan no es dedica a la polèmica, és de pocs artificis, prosa sense voluntat estètica i propera a l'oralitat. La seva obra completa s'està publicant a hores d'ara per l'Editorial Moll.

### Literatura
Cal esmentar en primer lloc la llengua de l'Aplec de rondaies mallorquines d'en Jordi des Racó, a partir sols d'unes breus notes preses per Alcover de la narració dels informants i del seu do per la llengua. En aquest mateix apartat cal esmentar la llengua de to popular i col·loquial dels articles de polemista, sobretot a la publicació periòdica L'Aurora. Dins la narrativa trobam, a més, una novel·la de to costumista (N'Arnau), i els dietaris dels seus viatges i excursions filològiques, de vegades també properes a la llengua familiar.

### Historiografia
Alcover fou autor d'algunes biografies, com la Vida abreviada de Santa Catalina Tomassa (1930), la Vida del Rdm. i Ilm. Sr. D. Pere Juan Campins i Barceló, Bisbe de Mallorca (1915) i Vida del rei En Jaume II de Mallorca. Sobre la història de Mallorca cal esmentar Los Mozárabes baleares (1922), comentat més avall, i Estudios sobre la historia de Mallorca antes del siglo XIII (publicat de molt jove, l'any 1893 i següents). Com a professor de la càtedra d'Història del Seminari de Mallorca compongué unes Lecciones de Historia de Mallorca inèdites.

### Les rondalles mallorquines
Les rondalles són narracions populars que combinen elements fantàstics amb reals i llegendes. Les situacions i els personatges que hi apareixen se solen situar en un espai i un temps indeterminats i poden ser comuns a diferents pobles i cultures. Les rondalles tenen un caràcter anònim i antigament es transmetien de manera oral de generació en generació. En conjunt, pertanyen a un patrimoni col·lectiu d'arrel indoeuropea. Mallorca és una terra rica en tradicions populars i en rondalles; per això, Alcover recollí, de poble en poble, més de quatre-centes rondalles signades, que s'han anat editant des del 1886 fins avui de manera ininterrompuda. Per aquesta obra de recol·lecció i publicació de les rondalles figura entre els primers folkloristes europeus, al costat d'Andersen o dels germans Grimm.
Aquest tresor de les rondalles sempre ha interessat tant la gent de Mallorca com la de fora; per això les rondalles s'han traduït al castellà, a l'alemany, a l'anglès, al francès, al romanès, al txec i al rus. De les rondalles en podem treure nombroses lectures i milers de recursos: d'entreteniment, de transmissió de valors i de cultura o educatius perquè plantegen un model de societat basat en el respecte a les persones majors o als més dèbils, en la bona educació i en valors universals com la paciència, la humilitat, la valentia o la intel·ligència. A les rondalles, els qui saben escoltar aconsegueixen arribar al punt més alt independentment de quins són els seus orígens o de quines dificultats han trobat en el camí.
A través de les rondalles podem observar el món a partir d'un patró propi de Mallorca, que ens identifica i ens agermana com a poble i, a la vegada, com un patró universal de convivència, de respecte i d'enteniment. Les rondalles són una porta oberta: són atractives i agraden a tots els públics, tant als petits com als grans, no tenen contraindicacions ni límits d'edat, ans al contrari, entretenen i ensenyen. Les conservam gràcies a l'esforç i la dedicació d'Antoni M. Alcover i a l'estimació que sentia per la seva terra i el seu entorn. Si no fos per ell, aquest tresor que ens ha arribat per via oral, de generació en generació, s'hauria perdut i avui seria irrecuperable. Per totes aquestes raons, consideram extraordinàriament positiu el treball amb les rondalles tant a nivell educatiu i didàctic com de simple i pur entreteniment. Els resultats seran sempre positius i ens ajudaran, sens dubte, a convertir-nos en millors persones.

### Lingüística

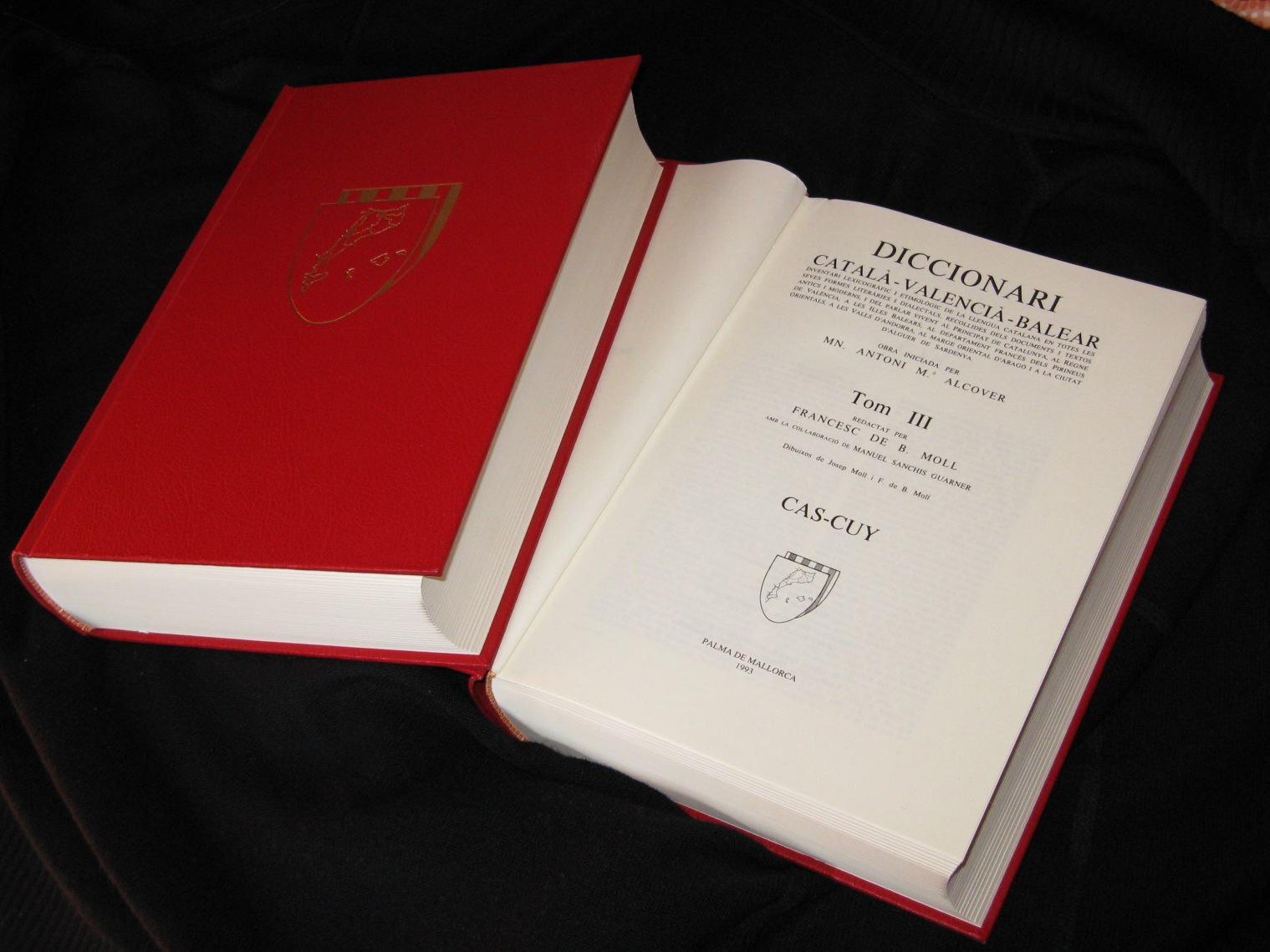
El tercer volum del DCVB

Fortament enfrontat amb Pompeu Fabra per la seva gramàtica, fonamentada en el català central, arribà a dir que Fabra, un dels gramàtics més funestos que havia tingut mai la llengua catalana, segons Alcover, havia pretès imposar una ortografia exòtica i havia creat un estat de violència entre els estudiosos del català.
Mossèn Alcover fou l'impulsor del Diccionari català-valencià-balear, obra lexicogràfica i de cultura popular que recull el conjunt del lèxic català en tots els dialectes, registres i èpoques, i que troba obres comparables en molt poques llengües del món. També fou l'impulsor, organitzador i director del I Congrés Internacional de la Llengua Catalana, amb l'assessorament del filòleg alemany Bernhard Schädel.
Es considera el fundador dels estudis de dialectologia i de toponímia catalanes. També fundà, l'any 1901, la primera publicació filològica catalana, el Bolletí del Diccionari de la Llengua Catalana. L'any 1915 publicà una bibliografia filològica catalana fins a l'any 1914. Publicà també la Gramática de la lengua catalana de Tomàs Forteza i Cortès (1915), a qui havia dedicat un breu biografia (A la bona memoria d'En Tomàs Forteza, Mestre en Gay Saber, eminent filòleg y benemèrit de la llengua catalana, mort die XXI de maig de l'any del Senyor M.DCCC.XCVIII, 1896).
Dins la morfologia dialectal, publicà La flexió verbal en els dialectes catalans (1929 i següents), obra preparada entre 1906 i 1928, amb 470.255 registres de 117 verbs recollits a 170 localitats, un material a hores d'ara acabat de publicar, digitalitzat i cartografiat per Maria Pilar Perea.
Els materials recollits en les eixides filològiques es troben en els seus quaderns de camp, les dades dels quals ha publicat en format digital també Maria Pilar Perea i que inclouen més de 80.000 dades dialectals (fonètica, sintaxi, lèxic i folklore) corresponents a 1.016 indrets, sobretot localitats i procedents de 1.757 informants.
Dins la història social de la llengua, publicà un estudi sobre els mossàrabs mallorquins amb el qual establí l'extinció dels mossàrabs i de la seva llengua abans de la conquesta catalana de Jaume I, de manera que la llengua actual de les Balears no en pot ser la continuació (Los Mozárabes baleares. Lo que nos dicen de si existencia la sana crítica histórica y la filología, 1922) i l'article La llengua que parlen ara les Balears, ¿procedeix dels muzaràbichs de tals illes, o dels pobladors catalans que hi dugué lo rey en Jaume I?

### Lul·lisme
Fou director de la Comissió Editora de l'Edició de les Obres de Ramon Llull, des de la seva fundació el 1896 fins a la dissolució, el 1919. L'any 1899 fou nomenat vicepresident de la Societat Arqueològica Lul·liana. Gràcies a la seva empenta es publicaren onze volums lul·lians que han fet que avui puguem tenir fàcilment a les mans nombroses obres del gran savi mallorquí. Arribà a avalar-la amb els seus béns personals quan perdé les subvencions oficials pel conflicte amb l'Institut d'Estudis Catalans.
El lul·lisme d'Alcover s'expressà també en l'organització dels actes del centenari de la mort de Ramon Llull (1915). Amb la publicació de la Vida i martiri de l'il·luminat Ramon Llull, de Joan Baptista Binimelis, començà a publicar la Història de Mallorca d'aquest historiador renaixentista.

### Altres vessants: dibuixant, pintor i arquitecte
Tenint en compte els altres camps que treballà a part de l'escriptura, hem de parlar de la seva obra com a dibuixant, pintor i arquitecte. Ja des d'infant mostrà una gran sensibilitat envers el maneig del llapis i en trobam proves constants entre els seus escrits, ja que aprofitava qualsevol tipus de full o de paper per a deixar constància del que veia o pensava en forma de dibuix. Es conserven alguns quadres de la seva etapa de joventut que ens mostren aquesta habilitat de Mossèn Alcover.
La gran afecció d'Antoni M. Alcover als estudis històrics el dugué a estudiar els monuments arquitectònics romànics i gòtics. Antoni M. Alcover dissenyà les esglésies de Calonge (Santanyí), Son Carrió, la capella de la Pedra Sagrada (Santa Ponça, Calvià), etc., sempre inspirant-se en el romànic que havia conegut en les seves excursions filològiques arreu de Catalunya.

### Divulgació de la seva obra
A Manacor, la ciutat on va néixer Antoni M. Alcover, hi ha la Institució Pública Antoni M. Alcover des d'on es pretén impulsar i donar a conèixer la seva figura.

## Patrimoni literari
Antoni Maria Alcover i Sureda, el 1877, quan només tenia 15 anys, va ingressar al Seminari Diocesà, i també va començar, malgrat l'enyorança que sentia pels costums pagesos, una vida d’estudiant a la ciutat. Més endavant, el 1888, es va assentar a Palma de bell nou, ja que va encarregar-se de la càtedra d’Història de Mallorca al Seminari. A més a més, el 1898 va ser nomenat vicari general de la Diòcesi de Mallorca.
Així doncs, els espais de ciutat, com ara el Palau Episcopal, el Bisbat, l'església de Sant Francesc o Can Muntanyans, es troben lligats a la memòria d’Alcover i a la seva intensa vida cultural. Per això, a través d'aquesta ruta es poden recórrer espais que es vinculen als càrrecs eclesiàstics de l’autor i també a la seva gran obra: Diccionari. Així mateix, descobrim fragments literaris del llibre Contarelles, que ell mateix va escriure inspirant-se en llocs com el Born, la Rambla o la Plaça de Cort. Aquest itinerari, d’uns 2 quilòmetres a peu, consta de deu punts: la Seu – el Born – la Rambla – Plaça de Cort – carrer de Sant Miquel – Església de San Francesc i el convent – Passeig de la Riba – Palau Episcopal – El Bisbat – can Muntanyans.

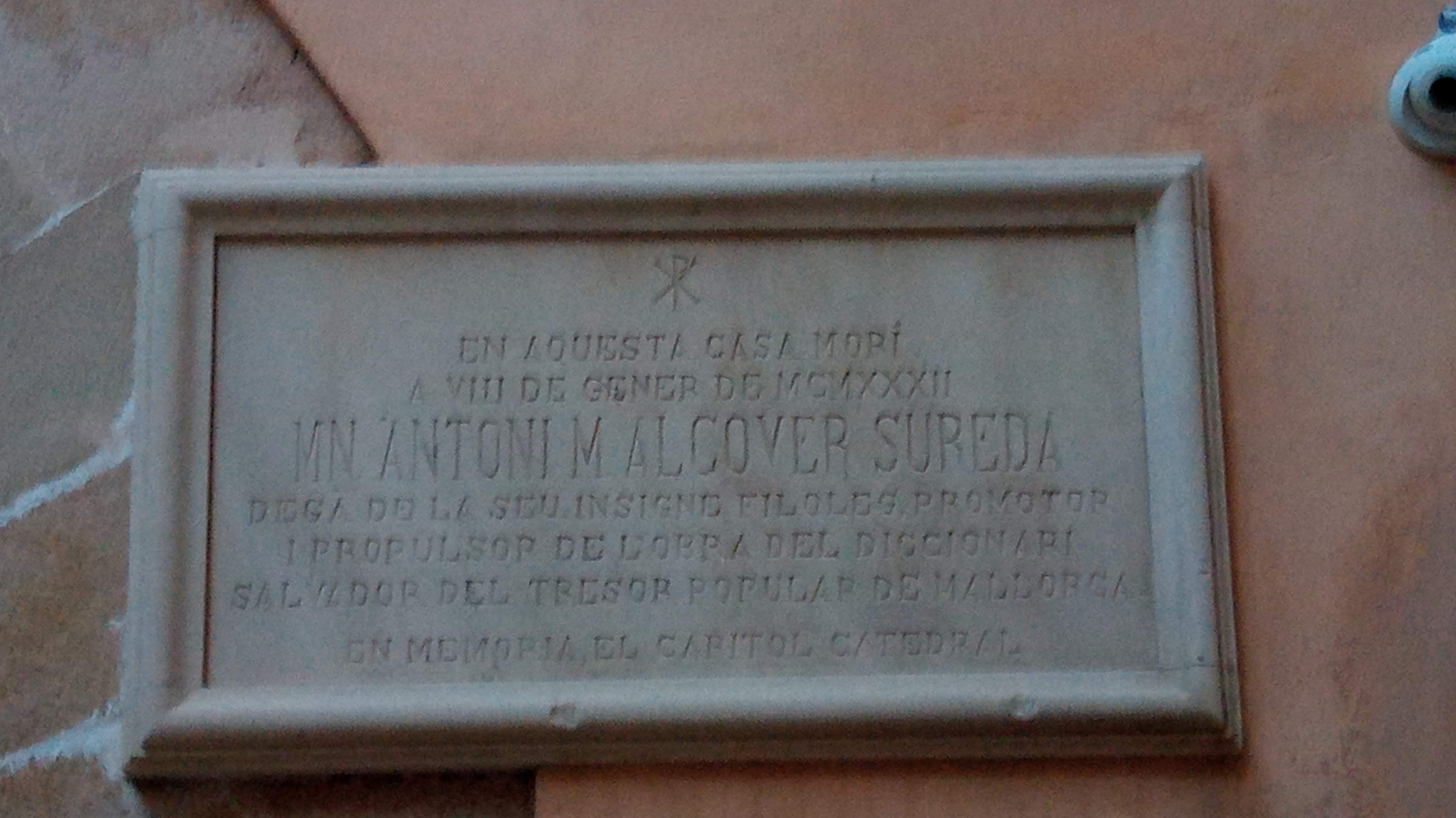
Placa davant la casa on va morir Mossèn Alcover

El punt de partida és a la capella de Sant Josep de la Seu, al costat de la porta d’Almoina. Allà hi deia missa Mossèn Alcover. Al fragment Es dia del Ram, parla sobre aquest dia. El segon punt de ruta, el Born o el barri, apareix citat a Un estudiant per força. En tercer lloc, l’itinerari segueix amb la Rambla, que apareix a Es dia del Ram. El quart punt és la Plaça de Cort, citada al fragment Sa Corema. El cinquè punt és el carrer de Sant Miquel, que apareix a Es dia del Ram. A continuació, el sisè lloc és el convent de San Francesc, que va haver-hi les primeres màquines que es van fer servir per imprimir el Diccionari, tal com explica Francesc de Borja Moll a La Impremta Mn. Alcover. El setè espai es troba pel Passeig de la Riba, actualment desaparegut. Allà Antoni M. Alcover, segons diu Francesc de Borja Moll a Els meus primers trenta anys', passejava una hora diàriament. El vuitè punt de l’itinerari, explica el mateix Francesc Borja Moll a Un home de combat, és al Palau Episcopal. El penúltim punt de la ruta és El Bisbat. D'ençà de 1915 hi ha el Museu Diocesà, que Mossèn Alcover i el seu germà Miquel impulsen. Per acabar, el darrer punt de l’itinerari es troba al carrer de Sant Bernat, número 5. Una làpida a la dreta de la porta recorda que allà va viure Mossèn Alcover. En aquesta casa, cal afegir, Alcover hi va morir el gener de 1932.

## Obres
- Antoni M. Alcover i Francesc de B. Moll, La flexió verbal en els dialectes catalans, 4 vols., Barcelona, Biblioteca Balmes, 1929-1933.
- Antoni M. Alcover, Vida abreviada de Santa Catalina Tomassa, 1930
- Antoni M. Alcover, Aplec de rondalles mallorquines d'en Jordi d'es Racó, 24 vols., Palma, Moll, 1968-1975.
- Antoni M. Alcover, Per la llengua, ed. a cura de Josep Massot i Muntaner, Mallorca-Barcelona, Secció de Filologia Catalana de la Universitat de Palma-Publicacions de l'Abadia de Montserrat, 1983.
- Antoni M. Alcover, Dietari de l'excursió filològica (1906), edició a cura de Francesc de B. Moll, Barcelona, Departament de Cultura de la Generalitat de Catalunya, 1983.
- Diccionari català-valencià-balear: inventari lexicogràfic i etimològic de la llengua catalana en totes les seves formes literàries i dialectals, obra iniciada per Antoni Maria Alcover, redactat per Francesc de B. Moll, amb la col·laboració de Manuel Sanchis Guarner i d'Anna Moll Marquès, 10 vols., Palma, Moll, 1993.